# Long Way 2 Go
Singles de Cassie
Me & U
(2006) Is It You?
(2008)
Pistes de Cassie
Me & U
(1) About Time
(3)
Long Way 2 Go est une chanson de l'artiste américaine Cassie sortie le 28 août 2006. 2e single extrait de son 1er album studio éponyme Cassie (2006), la chanson est écrite par Casandra Ventura et Ryan Leslie. Long Way 2 Go est produite par Ryan Leslie. La chanson est le second et dernier single sorti sous le label Bad Boy Records en 2006. Long Way 2 Go est une chanson de hip-hop et de RnB. On retrouve la voix de Ryan Leslie lorsque Cassie chante les couplets.

## Formats et liste des pistes
- 12" aux États-Unis[2]

1. "Long Way 2 Go" — 3:40
2. "Me & U" (Remix) (featuring Diddy and Yung Joc) — 4:47
3. "Me & U" (Ryan Leslie Remix) — 3:14
4. "Long Way 2 Go" (Instrumental) — 3:40

- EP Digital en Europe[3]

1. "Long Way 2 Go" — 3:40
2. "Long Way 2 Go" (Instrumental) — 3:40
3. "Long Way 2 Go" (Acappella) — 3:10
4. "Can't Do It Without You" — 3:55

- CD Single en Europe[4]

1. "Long Way 2 Go" — 3:40
2. "Long Way 2 Go" (Instrumental) — 3:40

- EP Digital en Australie, Canada, Nouvelle-Zélande[5],[6],[7]

1. "Long Way 2 Go" — 3:40
2. "When Your Body Is Talking" — 3:43
3. "Can't Do It Without You" — 3:55

- CD1 au Royaume-Uni

1. "Long Way 2 Go" — 3:40
2. "Long Way 2 Go" (Instrumental) — 3:40
3. "Long Way 2 Go" (Acappella) — 3:10
4. "When Your Body Is Talking" — 3:43
5. "Can't Do It Without You" — 3:55
6. "Long Way 2 Go" (Music Video) — 3:40

- CD2 au Royaume-Uni / CD Single en France[8]

1. "Long Way 2 Go" — 3:40
2. "When Your Body Is Talking" — 3:43

- CD Single en Allemagne

1. "Long Way 2 Go" — 3:40
2. "When Your Body Is Talking" — 3:43
3. "Can't Do It Without You" — 3:55
4. "Long Way 2 Go" (Music Video) — 3:40

## Crédits et personnel
- Cassie – parolier, chanteuse
- Ryan Leslie – parolier, additional vocals, réalisateur artistique, mixage, instrumentation, enregistrement, programming, arranging

Source

## Classement par pays
| Classement (2006-2007)         | Meilleure position |
| ------------------------------ | ------------------ |
| Australie (ARIA)               | 23                 |
| Europe (Hot 100)               | 47                 |
| France (SNEP)                  | 21                 |
| Allemagne (Media Control AG)   | 43                 |
| Irlande (IRMA)                 | 14                 |
| Nouvelle-Zélande (RMNZ)        | 17                 |
| Suède (Sverigetopplistan)      | 28                 |
| Royaume-Uni (UK Singles Chart) | 12                 |
| États-Unis (Hot 100)           | 97                 |
| États-Unis (Pop 100)           | 86                 |

## Radio et historique de sortie

### Sortie radio
| Pays       | Date           | Format                 |
| ---------- | -------------- | ---------------------- |
| États-Unis | 28 août 2006   | Rhythmic Contemporary  |
| États-Unis | 2 octobre 2006 | Contemporary hit radio |

### Historique de sortie
| Pays             | Date             | Format                    | Catalogue     |
| ---------------- | ---------------- | ------------------------- | ------------- |
| Royaume-Uni      | 23 octobre 2006  | Téléchargement digital EP | 201228335     |
| Royaume-Uni      | 23 octobre 2006  | CD Single                 | 0075679446428 |
| Suède            | 23 octobre 2006  | Digital EP                | 201228335     |
| Pays-Bas         | 23 octobre 2006  | Digital EP                | 201228335     |
| Norvège          | 23 octobre 2006  | Digital EP                | 201228335     |
| Suisse           | 23 octobre 2006  | Digital EP                | 201228335     |
| Belgique         | 23 octobre 2006  | Digital EP                | 201228335     |
| Australie        | 27 janvier 2007  | Digital EP                | 212031232     |
| Nouvelle-Zélande | 27 janvier 2007  | Digital EP                | 212031237     |
| Allemagne        | 1er février 2007 | CD Single                 | 0075679446657 |
| France           | 21 août 2007     | CD Single                 | 0075679446459 |